# جوردن ويلكينز
جوردن ويلكينز (بالإنجليزية: Jordan Wilkins)‏ هو لاعب كرة قدم أمريكية أمريكي، ولد في 18 يوليو 1994 في Cordova, Tennessee ‏ في الولايات المتحدة.

## وصلات خارجية
- جوردن ويلكينز على موقع مرجع كرة القدم المحترفة.كوم (الإنجليزية)